# ماتیا فالانی
ماتیا فالانی (انگلیسی: Mattia Fallani؛ زادهٔ ۳۱ مارس ۲۰۰۱) بازیکن فوتبال است.